# Ténado
Ténado è un dipartimento del Burkina Faso classificato come comune, situato nella Provincia  di Sanguié, facente parte della Regione del Centro-Ovest.
Il dipartimento si compone del capoluogo e di altri 17 villaggi: Baguiomo, Balélédo, Batondo, Bavila, Doudou, Kaboro, Koualio, Koukouldi, Lati, Poun, Sassia, Tialgo, Tiébo, Tio, Tiogo, Tiogo-Mouhoun e Zindin.